# Instytut im. Jerzego Grotowskiego
Instytut im. Jerzego Grotowskiego – miejska instytucja kultury, mieszcząca się we Wrocławiu, która realizuje, dokumentuje i upowszechnia wiedzę o Jerzym Grotowskim i Teatrze Laboratorium oraz realizuje wydarzenia, które wpisują się ideowo w praktykę twórczą Jerzego Grotowskiego.

## Historia

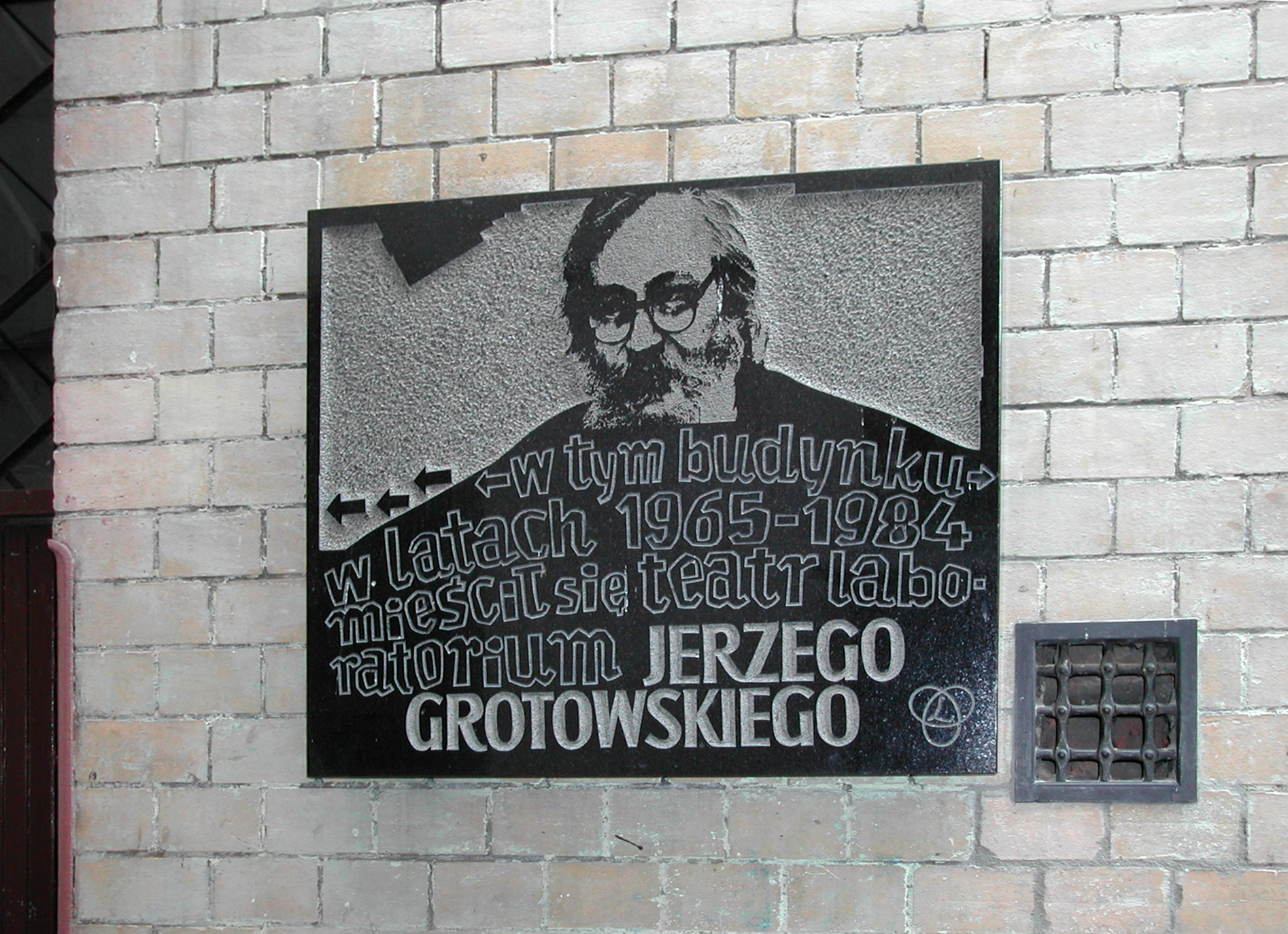
Tablica poświęcona Jerzemu Grotowskiego przy wejściu do dawnej siedziby Teatru Laboratorium, dzisiaj siedziba Instytutu im. Jerzego Grotowskiego

Pod koniec 1964 roku Teatr Laboratorium 13 Rzędów przeniósł się z Opola do Wrocławia – do sali mieszczącej się na drugim piętrze budynku Rynek-Ratusz 27, gdzie odbyły się premiery Księcia Niezłomnego (1965) i Apocalypsis cum figuris (1968/1969). Po samorozwiązaniu Teatru Laboratorium w jego siedzibie funkcjonowało w latach 1985–1989 Drugie Studio Wrocławskie prowadzone przez Zbigniewa Cynkutisa. W marcu 1989 władze miejskie zdecydowały o rozwiązaniu Drugiego Studia z powodu niskiego poziomu artystycznego teatru. W czerwcu 1989 roku Zbigniew Osiński opracował program działalności Ośrodka Badań Twórczości Jerzego Grotowskiego i Poszukiwań Teatralno-Kulturowych. Autor tak określił cele i zakres prac w projekcie założeń programowych placówki:
Ośrodek będzie gromadził i systematycznie opracowywał dokumentację dotyczącą Grotowskiego, jego zespołu, uczniów, kontynuatorów, spadkobierców, a także tych, którzy stanowili i stanowią jego osobistą tradycję teatralną i kulturową oraz tradycję Teatru Laboratorium. Dokumentacja ta obejmie wszelkie zakresy działalności i wszystkie rodzaje dokumentów, oczywiście ze wszystkich możliwych języków i kultur.
W sierpniu zakończyło działalność Drugie Studio Wrocławskie, a 29 grudnia 1989 roku został utworzony Ośrodek jako placówka artystyczna i badawcza, której celem było gromadzenie i opracowanie działalności Jerzego Grotowskiego i Teatru Laboratorium. 1 stycznia 1990 roku Ośrodek oficjalnie zainaugurował swoją działalność. Do ważnych wydarzeń organizowanych przez Ośrodek należą: wizyty Petera Brooka, warsztaty Thomasa Leabharta, staże Głos i Ciało Zygmunta Molika, przedstawienia Odin Teatret i Anatolija Wasiljewa, konferencje, seminaria, publikacje, a także XIV sesja Międzynarodowej Szkoły Antropologii Teatru (ISTA) „Improwizacja: pamięć, powtórzenie, nieciągłość” w Krzyżowej i we Wrocławiu w 2005 roku. Od 28 grudnia 2006 roku Ośrodek funkcjonuje pod nazwą Instytut im. Jerzego Grotowskiego. Zmiana nazwy i statutu wiązała się z poszerzeniem i rozwinięciem działalności Ośrodka, którą kontynuuje obecnie Instytut. Nowa nazwa nawiązuje do działalności Teatru Laboratorium w latach 1965–1984, kiedy nazwę Teatru dopełniał człon „Instytut Badań Metody Aktorskiej”, skrócony w 1970 roku do „Instytutu Aktora”.

## Siedziby

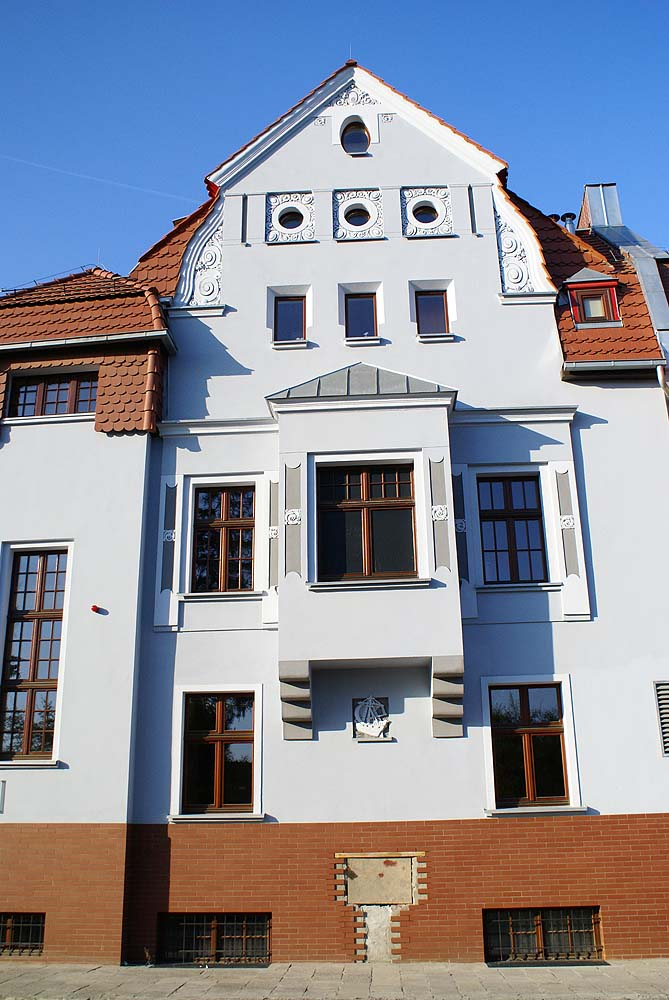
Studio Na Grobli, siedziba Instytutu im. Jerzego Grotowskiego od 2010 roku

Instytut Grotowskiego ma swoją główną siedzibę w Przejściu Żelaźniczym we wrocławskim Rynku, w budynku, w którym mieścił się Teatr Laboratorium. Mieszczą się tutaj: Sala Teatru Laboratorium (dawniej Sala Apokalipsy), Archiwum, Sekretariat i Sala Kinowa. Od 2012 roku znajduje się również CaféTHEA, a od 12 października 2018 roku w Instytucie im. Jerzego Grotowskiego działa Czytelnia im. Ludwika Flaszena, zlokalizowana w miejscu dawnej Sali Kinowej. Pozostałe siedziby Instytutu to Studio Na Grobli, działające od kwietnia 2010 roku, przy ul. Na Grobli 30/32, w dawnej siedzibie Towarzystwa Wioślarskiego Wratislavia oraz sale warsztatowe w Brzezince, leśnej bazie znajdującej się w okolicy wsi Brzezinka koło Oleśnicy. W latach 1971–1981 odbywały się w niej kierowane przez Jerzego Grotowskiego przedsięwzięcia parateatralne i projektu Teatru Źródeł. Obecnie Brzezinka służy głównie działaniom warsztatowym. 27 kwietnia 2019 odbyła się inauguracja działalności Centrum Sztuk Performatywnych w Piekarni na Kępie Mieszczańskiej (ul. Księcia Witolda 62-80).

## Działalność
Instytut Grotowskiego jako miejska instytucja kultury realizuje przedsięwzięcia o charakterze artystycznym, naukowym oraz edukacyjnym, w tym: konferencje i seminaria, prezentacje teatralne, rezydencje artystyczne, festiwale, koncerty, wystawy i warsztaty. Zaprasza zarówno wybitnych twórców światowego teatru, jak i wspiera młodych twórców.

### Działalność wydawnicza
Działalność wydawnicza stanowi przedłużenie prac badawczych prowadzonych w Instytucie i we współpracy z nim. Skupia się na tematach związanych z poszukiwaniami kulturowymi i teatralnymi, obejmując dokumentowanie i interpretowanie dokonań twórczych Jerzego Grotowskiego i Teatru Laboratorium, zarówno w postaci przekładów, tomów konferencyjnych, antologii tekstów czy analiz. Wśród autorów znaleźć można zarówno praktyków, aktorów i reżyserów, jak i badaczy teatru z Polski i zagranicy. Instytut regularnie współpracuje z ośrodkami akademickimi w Polsce, m.in. z Uniwersytetem Warszawskim czy Uniwersytetem Jagiellońskim. Od 2005 roku nakładem Ośrodka i Instytutu ukazało się ponad czterdzieści tytułów.
Instytut jest również wydawcą Gazety Teatralnej „Didaskalia” (od 2007) i czasopisma internetowego „Performer” (od 2011), oraz współwydawcą anglojęzycznego czasopisma „Polish Theatre Perspectives”. Jako Icarus Publishing Enterprise – we współpracy z Odin Teatret (Dania), Theatre Arts Researching the Foundations (Malta) i Routledge (USA/Wielka Brytania) – publikuje też serię poświęconą tradycji teatrów laboratoryjnych w tłumaczeniu na język angielski. Instytut jest również wydawcą wortalu grotowski.net.
W latach 1991–2005 Ośrodek Grotowskiego był wydawcą czasopisma „Notatnik Teatralny”. W skład redakcji wchodzili: Krzysztof Kopka, Robert Różycki, Jerzy Łukosz, Wojciech Malinowski, Teresa Błajet-Wilniewczyc, Zbigniew Jędrychowski, Krzysztof Mieszkowski. Obecnie „Notatnik Teatralny” wydawany jest przez wrocławską Bibliotekę Miejską.
Kamienica, w której Instytut prowadzi działalność, wpisana została do rejestru zabytków nieruchomych województwa dolnośląskiego.

## Dyrekcja

### Dyrektorzy Ośrodka i Instytutu Grotowskiego[12]
- 1 stycznia 1990 – 30 września 1990 Zbigniew Osiński (dyrektor założyciel), Alina Obidniak (zastępca dyrektora)
- 1 października 1990 – 31 maja 1991 Zbigniew Osiński (dyrektor naczelny i artystyczny)
- 1 czerwca 1991 – 31 stycznia 2004 Stanisław Krotoski (dyrektor naczelny), Zbigniew Osiński (dyrektor artystyczny i naukowy)
- 1 lutego 2004 – 30 września 2004 Jarosław Fret (dyrektor naczelny), Zbigniew Osiński (dyrektor artystyczny i naukowy), Grzegorz Ziółkowski (dyrektor programowy)
- 1 października 2004 – 28 grudnia 2006 Jarosław Fret (dyrektor), Grzegorz Ziółkowski (dyrektor programowy)
- 29 grudnia 2006 – 30 czerwca 2009 Jarosław Fret (dyrektor), Grzegorz Ziółkowski (dyrektor programowy)
- 1 stycznia 2010 – 31 grudnia 2013 Jarosław Fret (dyrektor), Dariusz Kosiński (dyrektor naukowy)
- od 1 stycznia 2014 Jarosław Fret (dyrektor), Monika Blige (dyrektor programowa)